# Ross' meeuw
Ross' meeuw (Rhodostethia rosea) is een zeevogel uit de familie van de meeuwen (Laridae). De Ross' meeuw is de enige soort binnen het geslacht Rhodostethia, hoewel ook wel gesuggereerd is dat hij samen met de dwergmeeuw in het geslacht Hydrocoloeus gevoegd zou moeten worden.

## Herkenning
Qua formaat (lengte 29 tot 32 cm) lijkt Ross' meeuw vrij veel op de kleinere dwergmeeuw (24 tot 28 cm) en ook het verenkleed is vergelijkbaar. Ross' meeuw is echter groter en heeft wat langere vleugels en een langere, wigvormige staart. In de zomer zijn volwassen vogels vaalgrijs op hun bovendelen, hebben ze een witte onderkant met een roze waas op de borst en een zwarte ring in de nek. 's Winters verkleurt de buikstreek en verdwijnt de nekring.

## Verspreiding en leefgebied
Ross' meeuw broedt op de moerassige toendra in het noordpoolgebied van Noord-Amerika en Noordoost-Siberië. De soort trekt slechts over korte afstanden, waarbij ze overwinteren aan de grens van het pakijs. Een enkel exemplaar vliegt door naar zuidelijkere breedtes. In Noord-Amerika worden ze in de winter tot aan Californië toe aangetroffen. In West-Europa worden ze soms als dwaalgast waargenomen. Er zijn van 1900 tot 2021 in Nederland 20 bevestigde waarnemingen. De laatste waarneming dateert van eind april 2021 op het havenhoofd van Scheveningen. In december 2021 werden twee verschillende individuen gespot aan de Belgische kust. Het eerste exemplaar te Nieuwpoort ging de boeken in als de eerste waarneming voor België. Toen deze vogel nog aanwezig was, werd ook een tweede exemplaar ontdekt in de Haven van Zeebrugge. Onmiddellijk goed voor het tweede gedocumenteerde geval voor België.

## Status
Ross' meeuw heeft een groot verspreidingsgebied en daardoor is de kans op de status kwetsbaar (voor uitsterven) gering. De grootte van de populatie wordt geschat op 25.000-100.000 individuen, maar over trends is niet bekend. Om deze redenen staat Ross' meeuw als niet bedreigd op de Rode Lijst van de IUCN.